# Râul Sticlăriei
Râul Sticlăriei este un curs de apă, afluent al râului Vulcana. 